# Kojetín
Kojetín (niem. Kojetein) − miasto w Czechach, w kraju ołomunieckim. Według danych z 31 grudnia 2003 powierzchnia miasta wynosiła 3 107 ha, a liczba jego mieszkańców 6 397 osób.

## Demografia
| Rok             | 1970  | 1980  | 1991  | 2001  | 2003  |
| --------------- | ----- | ----- | ----- | ----- | ----- |
| Liczba ludności | 6 380 | 6 756 | 6 529 | 6 432 | 6 397 |

## Historia
Pierwsza wzmianka o Kojetinie pochodzi z 1233 z dokumentu morawskiego margrabiego Przemysła. Kojetin należał do biskupstwa praskiego od XII lub początku XIII w. aż do czasów husyckich. Po zakończeniu wojen husyckich został wydzierżawiony Jiřímu ze Šternberka za 5000 złotych węgierskich. Miasto rozwinęło się za czasów panów z Pernštejna. W 1523 r. na prośbę Jana z Pernštejna król Ludwik II Jagiellończyk przyznał miastu prawo do organizowania corocznego jarmarku.
Od roku 1948 do roku 1960 Kojetín był miastem powiatowym.

## Postacie
- Jan Tomáš Kuzník (1716–1786), czeski nauczyciel, poeta i kompozytor
- František Antonín Šebesta (1724–1789), zwany Sebastini, czeski malarz
- Beda Dudík (1815–1890), morawski historyk
- Eduard Hedvíček (1878–1947), austriacki urzędnik
- Karel Bíbr (1887–1972), architekt
- Alexander Niklitschek (1892–1953), austriacki pisarz
- Jana Berdychová roz. Dudíková (1909–2007), pracownik naukowy
- Tomáš Chytil (ur. 1977), duchowny protestancki, biskup Czechosłowackiego Kościoła Husyckiego

## Części miasta
- Kojetín I-Město
- Kojetín II-Popůvky
- Kojetín III-Kovalovice